# Autódromo Internacional de Codegua
El autódromo internacional de Codegua está ubicado en la comuna homónima, en Chile, a 18 km al noreste de la ciudad de Rancagua, y a 72 km al sur de Santiago de Chile.
De propiedad del grupo privado «Inversiones La Estancilla», el proyecto se emplaza en un terreno de cerca de 50 ha, y contempla una inversión aproximada de 20 millones de dólares. Fue inaugurado en noviembre de 2014.

## Características

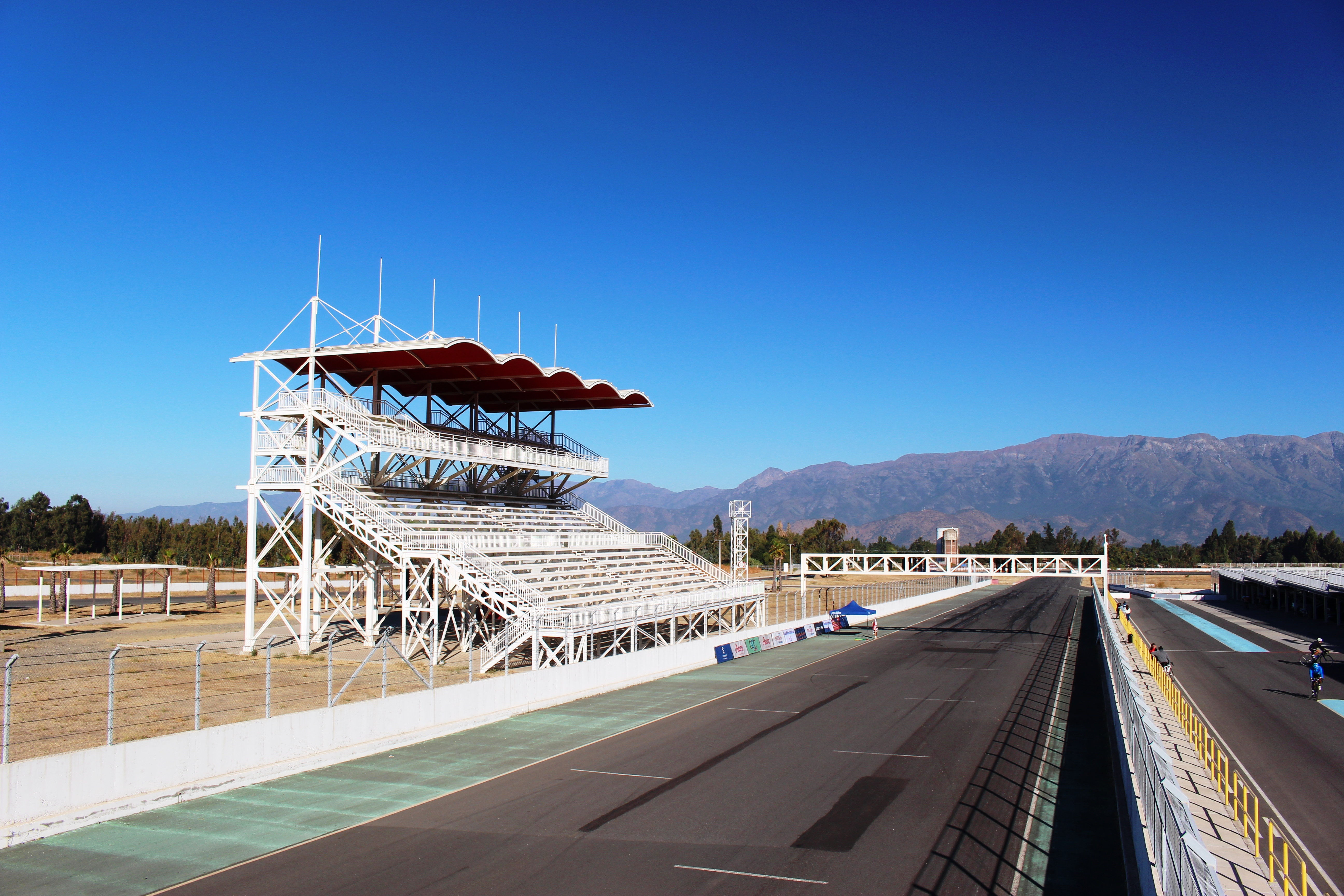
Vista del autódromo.

El circuito principal tiene un largo de 4.6 km, un ancho de pista de 13 m, con 16 m en la recta principal, zona de pits de 45000 m² y 20 paddocks en los boxes. Además, la torre de control se eleva hasta seis pisos y cuenta con instalaciones VIP, sala de prensa y acreditaciones.
La inauguración de este nuevo trazado, se realizó a la par del desarrollo de una fecha de las categorías argentinas de automovilismo de velocidad, Súper TC 2000 y Fórmula Renault Argentina, las cuales dejaron como saldo los triunfos de Manuel Mallo y Agustín Canapino respectivamente.

## Historia

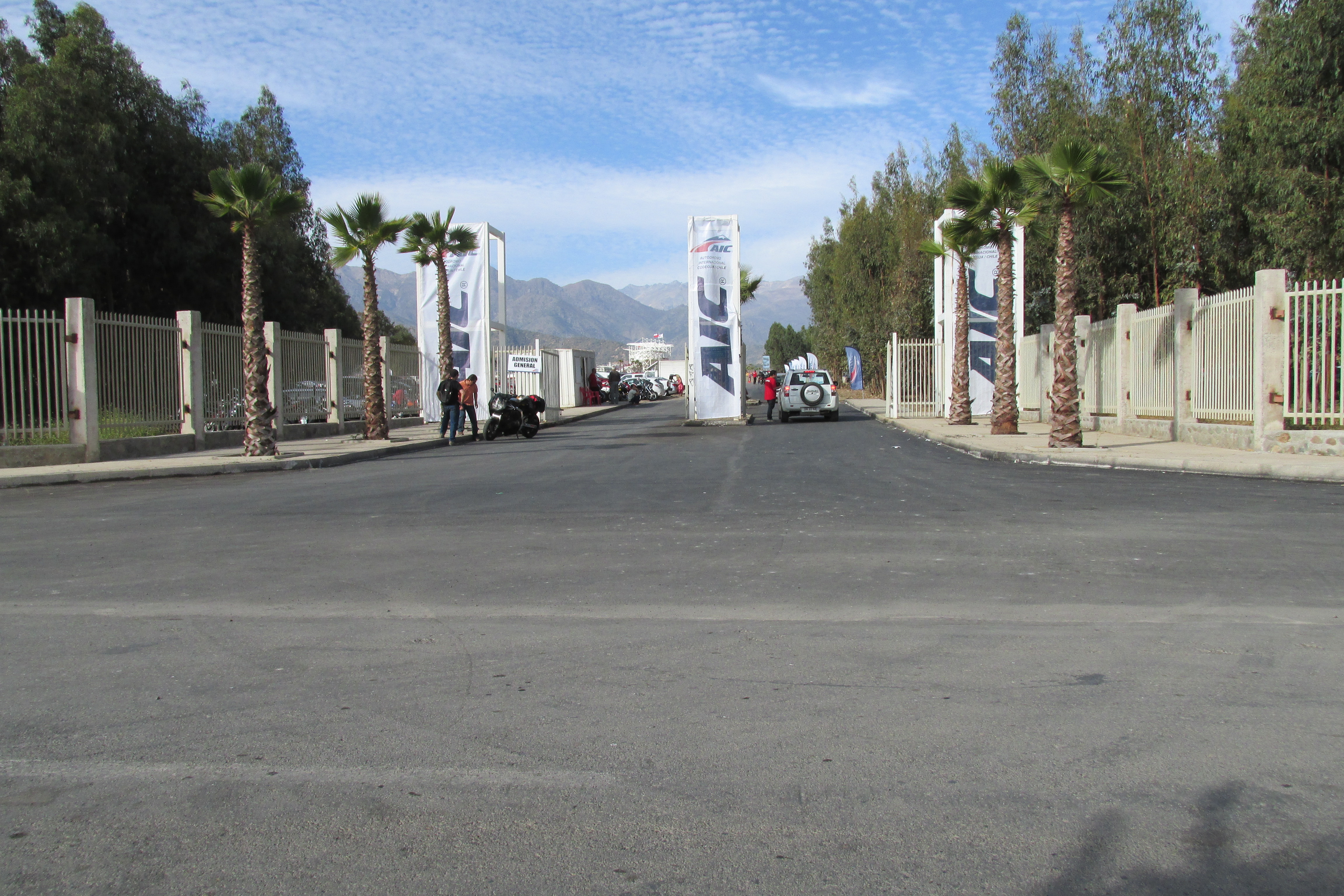
Entrada principal.

Fue inaugurado el 13 de noviembre de 2014, con la presencia de los empresarios Pedro Ortiz, Luis Toledo, Mauricio Barrios y Juan Pablo Morales, quienes trabajaron en el desarrollo principal del complejo. Junto a ellos, estuvo presente la entonces alcaldesa de Codegua, Ana María Silva, el senador Juan Pablo Letelier y figuras del deporte motor chileno, como el motociclista de raids Francisco "Chaleco" López.
A partir del año 2014 se comenzaron a realizar competencias automovilísticas, entre ellas, una fecha del Súper TC 2000 (corrida el 9 de noviembre de 2014).
El 10 de septiembre de 2014 se realizó una inspección ambiental llevada a cabo por el Segundo Tribunal Ambiental, el cual descubrió irregularidades en la instalación de las barreras acústicas del recinto, esto obligó a clausurarlo el día 05 de noviembre de 2014. Luego de apelaciones y normalización de antecedentes, el autódromo reabrió pero con restricciones de ruido para los autos y motos en competencia. Actualmente, se disputan varias categorías del automovilismo chileno como por ejemplo el Campeonato Histórico de Velocidad, la Porsche GT3 Challenge, la Porsche Cayman GT4, TP Race, Fórmula Total, Fórmula 3 Chilena, entre otras.

## Resultados

### Super TC 2000
| Año  | Piloto           | Automóvil   | Equipo               |
| ---- | ---------------- | ----------- | -------------------- |
| 2014 | Agustín Canapino | Peugeot 408 | Peugeot Lo Jack Team |